# Mikael Forssell
Mikael Kaj Forssell (født 15. marts 1981 i Steinfurt, Vesttyskland) er en finsk tidligere fodboldspiller (angriber).
Forssell havde en ti år lang karriere i engelsk fodbold, hvor han repræsenterede Chelsea, Crystal Palace, Birmingham City og Leeds United. Især tiden hos Birmingham var succesfuld, og i marts 2004 blev Forssell som den første finne nogensinde tildelt titlen som ’’månedens spiller’’ i Premier League. Han spillede også i Tyskland hos Hannover 96, VfL Bochum og Borussia Mönchengladbach, inden han stoppede sin karriere i hjemlandet i 2017.
For det finske landshold spillede Forssell hele 87 kampe og scorede 29 mål. Han debuterede for holdet 9. juni 1999 i en EM-kvalifikationskamp mod Moldova, og spillede sin sidste landskamp 7. juni 2013 i en VM-kvalifikationskamp på hjemmebane mod Hviderusland.

## Titler
Finsk mesterskab
- 1997 og 2013 med HJK Helsinki

Finsk pokal
- 1998 med HJK Helsinki

Finsk Liga Cup
- 1998 med HJK Helsinki